# هيديكي ساهارا
هيديكي ساهارا (باليابانية: 佐原 秀樹) (15 مايو 1978 في يوكوهاما في اليابان – )؛ هو لاعب كرة قدم ياباني سابق كان يلعب كمدافع.

## وصلات خارجية
- هيديكي ساهارا على موقع رابطة كرة القدم اليابانية للمحترفين (اليابانية)
- هيديكي ساهارا على موقع قاعدة بيانات كرة القدم.إي يو (الإنجليزية)
- هيديكي ساهارا على موقع Soccerway.com (الإنجليزية)
- هيديكي ساهارا على موقع عالم كرة القدم.نت (الإنجليزية)